# Santec Holdings
santec Holdings株式会社（サンテックホールディングス、英: santec Holdings Corporation）は、愛知県小牧市に本社を置く光測定器・光部品関連製造企業。

## 沿革
- 1979年（昭和54年）8月 - 協同商事株式会社として設立[2]。
- 1981年（昭和56年）12月 - 社名をサムコムエレクトロニクス株式会社に変更[2]。
- 1983年（昭和58年）6月 - 社名をサンテック株式会社に変更[2]。
- 2001年（平成13年）
  - 6月 - 現社名に変更[2]。
  - 7月 - 大阪証券取引所ナスダック・ジャパン（現在のヘラクレス）上場[2]。
- 2002年（平成14年）12月 - 株式会社サンテック・フォトニクス研究所およびサンテックオーシーシー株式会社を吸収合併[2]。
- 2015年（平成27年）7月 - 米国の3DプリンターメーカーAIO Robotics社と業務資本提携を締結[4]。
- 2023年（令和5年）4月 - 「santec Holdings株式会社」へ商号変更し、持株会社体制に移行。

## 事業所
- 本社（愛知県小牧市）
- 名古屋オフィス（名古屋市東区）
- 神保町オフィス（東京都千代田区）

## グループ会社
- santec AOC株式会社（愛知県小牧市）
- santec LIS株式会社（愛知県小牧市）
- santec OIS株式会社（愛知県小牧市）
- santec Japan株式会社（愛知県小牧市）
- Santec Global Corporation, USA（アメリカ）
- Santec Photonics Laboratories, Silicon Valley（アメリカ）
- Santec USA Corporation, USA（アメリカ）
- Santec California Corporation, USA（アメリカ）
- Santec Canada Corporation, Canada（カナダ）
- Santec Europe Limited, U.K.（イギリス）
- 聖徳科（上海）光通信有限公司（中国）